# دافيد سانتلانا
دافيد سانتلانا (1855 – 1931 م) هو مستشرق إيطالي.
ولد في تونس، وتعلم في رومة. عني بدراسة الفقه وتحديدا الفقه المالكي.
في سنة 1910م عين أستاذا لمادة الفلسفة في الجامعة المصرية وله محاضرات قيمة فيها ثم استدعته جامعة روما سابينزا لتدريس التاريخ الإسلامي. من آثاره: «ترجمة وشرح الأحوال المالكية»، «الفقه الإسلامي ومقارنته بالمذهب الشافعي». وله أيضا المذاهب اليونانية الفلسفية في العالم الإسلامي.